# Leo Mathisen

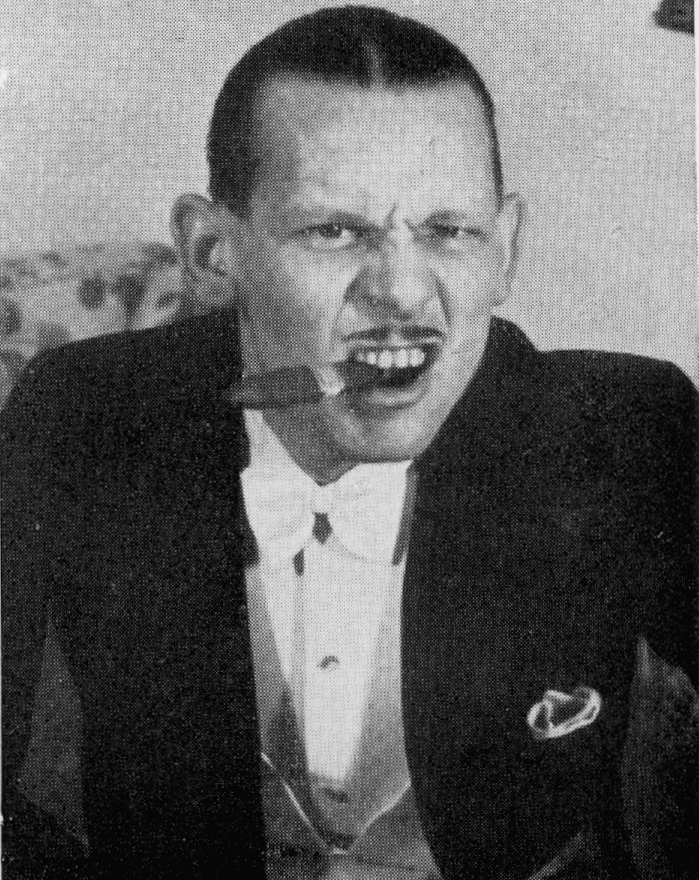
Leo Mathissen

Leo Mathisen (* 16. Dezember 1906 in Kopenhagen als Hans Leo Mathiassen; † 10. Oktober 1969 ebenda) war ein dänischer Jazzpianist, Sänger, Arrangeur, Komponist und Bandleader. Der charismatische Musiker galt als eine der dominierenden Gestalten des dänischen Jazz der 1930er und 1940er Jahre und als ein dänisches Pendant zu Fats Waller, der sein Vorbild sowohl was sein Klavierspiel als auch sein Gesang angeht; in seinen späteren Jahren integrierte er auch einige Einflüsse des Bebop.  Sein Spitzname The Lion nahm Bezug sowohl auf seinen Vornamen Leo als auch auf das MGM Maskottchen Leo the Lion. Auffallend war auch seine charakteristische Erscheinung mit glattem, mittig gescheiteltem Haar, dem dünnen Moustache und seine Vorliebe für dicke Zigarren.

## Leben
Mathisen arbeitete zu Beginn seiner Berufslaufbahn in einem Schallplattenladen, wo er begann Platten abzuhören und das gehörte Klavierspiel nachzuahmen. Nach Abschluss einer Kaufmannslehre arbeitete er professionell ab 1927 als Pianist in dem Restaurant Arena und mit der Band von Kai Ewans im Restaurant Adlen. Am 28. Februar 1927 nahm er seinen ersten Titel The More We Are Together (Polyphon) in Zusammenarbeit mit dem Sänger und Pianisten Victor Cornelius auf. Von 1927 bis 1928 gehörte er einem Trio mit Otto Lington und Anker Skjoldborg an.
Von 1928 bis 1931 trat er mit Adrian Rollinis Orchester in Deutschland und Schweden auf, dort außerdem mit der Max-Lefkos-Band. 1932 bis 1937 spielte er in Erik Tuxens Orchester. 1936 gründete Mathisen seine eigene Band und leitete bis 1952 verschiedene Formationen, mit denen er erfolgreich in Restaurants in Kopenhagen konzertierte und in Skandinavien auf Tourneen ging, nach Ende des Zweiten Weltkrieges auch in Deutschland. Sein Orchester arbeitete auch als Begleitband für verschiedene populäre Sänger. Seine bekannten Titel waren Take It Easy, How How, To Be or Not to Be (1941) und Ray Nobles By the Fireside (1942), mit dem Gesang von Erik Parker. Zu den Mitgliedern seiner Formationen gehörten u. a. Erik Parker, Henry Hagemann und John Steffensen, nach 1945 auch der Trompeter Jørgen Ry. Erfolgreiche Auftritte hatte er vor allem während des Kriegs im Veranstaltungsort München, in dem er regelmäßig während der Besatzungszeit Dänemarks auftrat. Als es ihm von den Nationalsozialisten verboten wurde, in englischer Sprache zu singen, ging er zu Scatgesang über, mit ausgesprochen Kopenhagen-englischer Betonung.
Ab 1951 trat er als Solopianist in Dänemark auf, bevor er sich im Frühjahr 1953 aufgrund gesundheitlicher Probleme ganz aus dem Musikgeschäft zurückzog. Er starb im Oktober 1969 und liegt auf dem Mariebjerg Kirkegård in Gentofte bei Kopenhagen begraben.

## Aufnahmen
Mathisen nahm zahlreiche Titel mit seiner Band für Odeon auf, oft seine eigenen Kompositionen. Zu den wichtigsten Einspielungen zählen die aus den Jahren 1941 bis 1943. Mit größeren Orchestern nahm er Titel wie Long Shadows auf, das als ein Beispiel für seine Arrangements gilt.
Mathisen nahm außerdem populäre Hits der Zeit wie Lionel Hamptons Hey! Ba-Ba-Re-Bop, Five Minutes More, Near Yo und Makin’ Whoopee auf. Mit Erik Parker schrieb er dänische Texte für Songs wie De 24 Røvere, den Fats Waller 1941 aufgenommen hatte, und Jack McVeas The Key's In The Mailbox.

## Mitwirkung in Filmen
Leo Mathisen hatte Cameo-Auftritte in Filmen wie 5 raske piger (1933), 7-9-13 (1934), Mit liv er musik (1944) und Teatertosset (1944).
Seine Musik fand Verwendung in den Filmen Der var engang en krig  (1966), Midt i en jazztid (1969) und in I Tvillingernes tegn (1975).
Er ist auch Gegenstand der Filmbiografie Take it Easy (1986), in der er von Eddie Skoller gespielt wird.

## Diskographische Hinweise
- Leo Mathisen: How How (EMI, 1963)
- Leo Mathisen: Take It Easy (Odeon/EMI, 1970)
- Leo Mathisen 1944-1948 (Storyville)
- Kai Ewans, Leo Mathisen, Svend Asmussen, Peter Rasmussen: Swingtime (Tono Hi-Fi Records)